# Casa Real de Vaciamadrid
La Casa real de Vaciamadrid fue una casa de campo construida en el siglo XVI que fue residencia real de los Austrias desde Felipe II. 

## Historia
Felipe II había comprado y establecido en los alrededores de Madrid distintas residencias que iban desde el palacio de Valsaín hasta Aranjuez y Toledo. Siguiendo la misma idea que le había llevado a rehacer y aumentar la casa de los comendadores de Aceca, construyendo una casa real, adquiere a los herederos de Sebastián de Santoyo en 1589, una casa en la confluencia de los ríos Jarama y Manzanares, en el lugar de Vaciamadrid.
La alcaidía de la casa es dada en 1634 al Conde duque. En ese mismo año las tierras y población de Vaciamadrid habían sido vendidas al Conde duque. Posteriormente se concede la alcaldía a su pariente, el marqués de Leganés en 1654. El 1 de abril de 1700 Carlos II segrega de Aranjuez esta casa real y hace alcaide perpetuo al duque de Sanlúcar, marqués de Leganés.
Actualmente no se encuentran restos de esta casa, habiéndose localizado restos de construcciones de la antigua población de Vaciamadrid.

## Descripción
La casa era una construcción típica del siglo XVI español de pequeño tamaño, a la que Felipe II añadió un jardín en el estilo de los jardines italianos del renacimiento. Este jardín estaba rodeado por un muro y contaba con una fuente, tal y como se aprecia en la única representación que se conserva de la casa.

### Individuales
1. 1 2  «Vaciamadrid y Aceca, dos lugares de reposo para el rey». Investigart. 2 de febrero de 2015. Consultado el 5 de octubre de 2018.
2. ↑  Madrid, Este de. «Casa Real de Vaciamadrid». Este de Madrid. Archivado desde el original el 5 de octubre de 2018. Consultado el 5 de octubre de 2018.
3. ↑  Baena, Juan Antonio Álvarez de Quindos y (1804). Descripción histórica del Real Bosque y Casa de Aranjuez. Imprenta real. Consultado el 5 de octubre de 2018.
4. ↑  Catálogo de la Colección «Pellicer»; Antes denominada «Grandezas de España». Real Academia de la Historia. Consultado el 5 de octubre de 2018.
5. ↑  «Hallan restos de las viviendas del Rey Felipe II en Rivas». abc. Consultado el 5 de octubre de 2018.
6. ↑  «Hallan restos romanos en los primeros sondeos arqueológicos en la Casa de Peña Blanca, en Rivas». www.diarioderivas.es. Consultado el 5 de octubre de 2018.
7. ↑  vicente (25 de octubre de 2018). «Vaciamadrid, en busca de la casa de Felipe II». Parque Lineal del Manzanares. Consultado el 29 de febrero de 2020.

- Datos: Q56882960
- Multimedia: Casa Real de Vaciamadrid / Q56882960